# Dakota Access Pipeline-protesten
De Dakota Access Pipeline-protesten, ook wel NoDAPL genoemd, zijn protesten tegen de aanleg van de Dakota Access Pipeline. Deze pijpleiding zou schalie-olie transporteren van North Dakota naar het zuiden van Illinois. De pijpleiding zou voor een deel onder de Missouri en de Mississippi lopen en onder een deel van het Oahemeer, dicht bij het indianenreservaat Standing Rock, over grond die volgens de Sioux van hen is (verdrag van 1851). De route van de pijpleiding is bijna identiek aan de Keystone XL Pipeline, waarvan de constructie in 2015 was gevetood door President Barack Obama.
In augustus 2016 richtten de Standing Rock Sioux een organisatie op, genaamd ReZpect our Water. Deze actiegroep organiseerde een petitie tegen de constructie van de Dakota Access Pipeline.
Op 3 september 2016 gingen beveiligingsmedewerkers van een particulier bedrijf demonstranten te lijf met pepperspray en aanvalshonden. Onder meer de firma G4S is  betrokken bij de beveiliging. De demonstranten wilden bulldozers tegenhouden die een deel van de route van de pijpleiding zouden uitgraven, waardoor schade kon ontstaan aan begraafplaatsen van de indianen. De demonstranten noemden dit een "provocatie van vreedzame weerstand tot geweld." De American Civil Liberties Union sprak zich uit tegen het gebruik van pepperspray en honden.
De politie heeft verscheidene mensen gearresteerd; halverwege oktober 2016 was het aantal arrestaties tot 140 opgelopen. Velen die gearresteerd waren, hebben kenbaar gemaakt dat ze ongebruikelijk en hard zijn behandeld. Arts Sara Jumping Eagle moest haar kleding verwijderen en een onderzoek van de lichaamsholten ondergaan voor wanordelijk gedrag ("disorderly conduct"). Anderen werden door mannelijke agenten naakt gefouilleerd en moesten daarna uren zonder kleren in een cel doorbrengen. Een demonstrant kreeg een hartaanval. Een ander verloor door een schokgranaat een arm. Anderen werden getroffen door rubberen kogels of het ijskoude water uit het waterkanon.
Op 27 oktober 2016 ontruimde de politie kampen van demonstranten met behulp van Long-range acoustic devices, traangas en stunbags. Demonstranten reageerden hierop door barricades te bouwen, zichzelf aan werktuigen voor de constructie van de Dakota Access Pipeline vast te maken en deze werktuigen te vandaliseren. Minstens 141 mensen werden die dag gearresteerd. In november 2016 gebruikte de politie waterkanonnen tegen de demonstranten bij temperaturen onder nul.
Nadat de gouverneur van North Dakota voor 5 december 2016 een ultimatum had afgekondigd om het kamp te ontruimen, kondigde op 4 december het US Army Corps of Engineers - dat het Oahemeer beheert - aan dat het een alternatieve route voor de pijpleiding zou onderzoeken en een milieueffectrapportage laten opstellen. De demonstranten wilden echter blijven, omdat aankomend president Donald Trump (die zelf had geïnvesteerd in het uitvoerende bedrijf Energy Transfer Partners) liet weten dat hij de pijpleiding volgens plan wilde voltooien. Op 24 januari 2017 tekende president Trump een decreet voor de versnelde aanleg van de pijpleiding. De pijpleiding was in april 2017 klaar en de eerste olie werd op 14 mei geleverd.
In maart 2020 bepaalde een rechter dat de regering de effecten van de pijpleiding op de gemeenschap niet adequaat had bestudeerd, en beval het United States Army Corps of Engineers een nieuwe milieueffectrapportage uit te voeren. In juli 2020 beval een rechter dat de pijpleiding gesloten moest worden en de olie eruit verwijderd in afwachting van een nieuwe milieueffectrapportage. Het bevel tot tijdelijke sluiting werd in hoger beroep echter verworpen, hoewel de milieueffectrapportage wel moest doorgaan. De pijpleiding wordt nog steeds gebruikt.

## Rechtszaken
De activisten kregen te maken met een hele reeks rechtszaken, die zij een georkestreerde campagne noemen om milieuactivisten en inheemse volkeren te treffen. Het gaat om honderden aanklachten van de Staat North Dakota, en om vijf federale rechtszaken wegens oproer, met effectieve gevangenisstraffen van drie jaar en meer.
Op 19 maart 2025 oordeelde een jury dat Greenpeace meer dan 660 miljoen dollar schadevergoeding moet betalenaan Energy Transfer Partners wegens smaad, overtreding, overlast en burgerlijke samenzwering.

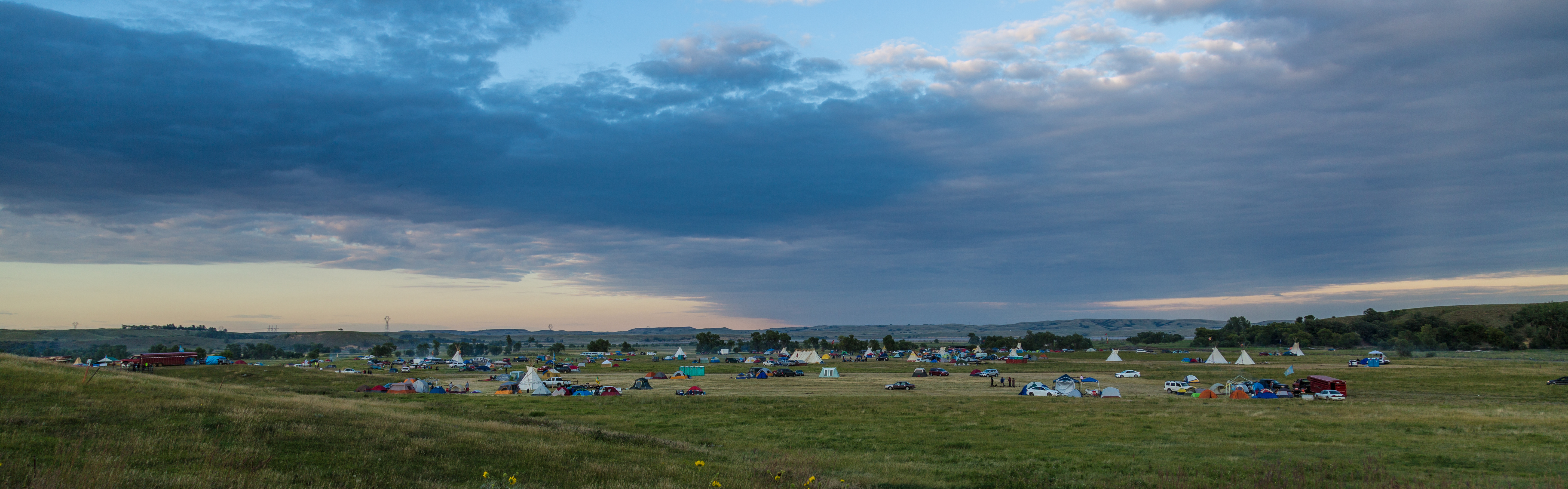
Sacred Stone Camp
- One day at Standing Rock, video van het protest op 23 oktober 2016